# 제7공군
제7공군 (주한 공군)(Seventh Air Force (Air Force Korea))은 대한민국 경기도 평택시 송탄의 오산 공군기지에 본부를 두고 있는 미국 태평양 공군 산하의 서수공군 중 하나로, 주한 미군에 공군 전력을 제공하고 있다.

## 임무
대한민국에 대한 조선인민군의 공격을 단념시켜 한반도에서의 전쟁 낌새를 꺼뜨리고, 대한민국과 북서 태평양 지역에서의 공군 작전을 계획하고 지휘하고 실행한다. 이때 태평양 공군, 미국 인도-태평양 사령부, 유엔군사령부, 한미연합군사령부, 주한 미군과 협력한다.

## 역사

### 주한 미군
제5공군 산하 제314항공사단을 대체하여 대한민국 공군과의 한반도 영공에 대한 합동방어와 북한에 대한 초계정찰의 임무를 넘겨받고 1986년 9월 8일에 오산 공군기지에서 재소집되었다.
한미연합군사령부 예하 항공구성사령부로 지정되었다.
2008년 1월 30일, 제7공군은 제7공군 (주한 공군)으로 주한 미군의 공군 구성군으로서의 입장이 명시되었다.

## 조직 구조

### 지휘부
- 사령관: 중장 데이비드 아이버슨 (David Iverson)
- 부사령관(Vice Commander: 준장 (Lansing R. Plich)
- 주임원사(Chief Master Sergeant): 필립 B. 허드슨(Philip B. Hudson)

제7공군 사령관은 주한 미군, 부사령관이자, 유엔군사령부 예하 항공구성사령부, 사령관(COM, ACC, UNC), 한미연합군사령부 예하 항공구성사령부, 사령관(COM, ACC, CFC) 관직을 겸임한다.

### 전투 서열

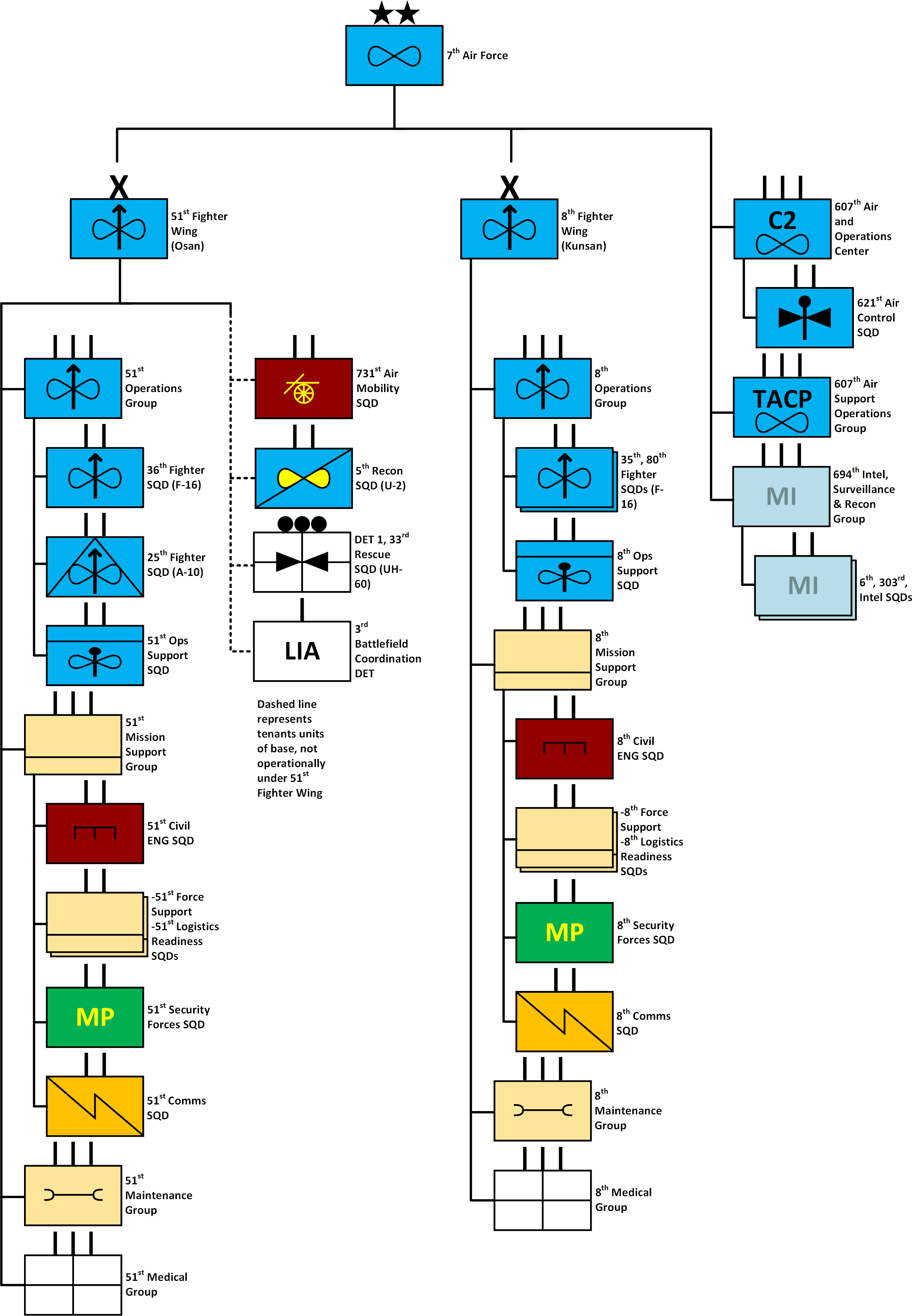
제7공군의 현재 전투 서열

- 제8전투비행단 (8th FW) - 군산 공군기지
  -  제35전투비행대대 (F-16C/D)
  -  제80전투비행대대 (F-16C/D)
- 제51전투비행단 (51th FW) - 오산 공군기지
  -  제25전투비행대대 (OA-10C)
  -  제36전투비행대대 (F-16C/D)
- 제607항공지원작전전대 (607th ASOG)[3] - 오산 공군기지
  -  제607전투기상대대 - 캠프 험프리스
  -  제607지원대대[4] - 오상 공군기지
  -  제604항공지원작전대대 - 캠프 험프리스
- 제607항공작전센터 (607th ASOC) - 오산 공군기지
  -  제607항공통신대대 (607 AC SQ)[5] - 오산 공군기지
  -  제621항공관제대대(621th AC SQ)[6] - 오산 공군기지
- 제694정보감시정찰전대 (694th IRSG) - 오산 공군기지
  - 제6정보대대(영어:6th Intelligence Squadron) - 오산 공군기지
  - 제303정보대대(영어:303th Intelligence Squadron) - 오산 공군기지
- 제607군수정비대대 - 대구 공군기지

## 기록

### 계보
- 1940년 10월 19일, Hawaiian Air Force→하와이 공군으로 설립됨.

1940년 11월 1일, 활동개시
1942년 2월 5일, 7th Air Force→제7공군으로 재지정됨.
1942년 9월 18일, Seventh Air Force→제7공군으로 재지정됨.
1947년 12월 15일, Pacific Air Command→태평양 항공사령부으로 재지정됨.
1947년 12월 15일에 주요사령부로 승격됨.
1949년 6월 1일 끊김.
- 1954년 12월 10일에 Seventh Air Force→제7공군으로 재지정됨.

1955년 1월 5일에 활동개시.
1957년 7월 1일에 해산.
- 1966년 3월 28일, 활동개시.

1966년 4월 1일, 조직됨.
1975년 6월 30일, 해산.
- 1986년 9월 8일, 활동개시.

2008년 1월 30일, Seventh Air Force (Air Force Korea)→제7공군 (주한 공군)으로 재지정됨.

## 같이 보기
- 미국 태평양 공군
- 주태국 미국 공군 (베트남 전쟁)
- 주한 미국 공군 (한국 전쟁 ~ 현재)

## 참고
1. 1 2  “Seventh Air Force Re-designation Ceremony” (영어). Seventh Air Force Public Affairs. 2008년 1월 30일. 2019년 5월 25일에 확인함.
2. ↑  Master Sgt. Nadine Y. Barclay (2018년 8월 27일). “7 AF receives new commander during historic times” (영어). Seventh Air Force Public Affairs. 2019년 5월 25일에 확인함.
3. ↑  “607 Air Support Operations Group (PACAF)”. 《Air Force Historical Research Agency》 (미국 영어). 2025년 3월 16일에 확인함.
4. ↑  “607 Support Squadron (PACAF)”. 《Air Force Historical Research Agency》 (미국 영어). 2025년 3월 16일에 확인함.
5. ↑  “607 Air Communications Squadron (PACAF)”. 《Air Force Historical Research Agency》 (미국 영어). 2025년 3월 16일에 확인함.
6. ↑  “621 Air Control Squadron (PACAF)”. 《Air Force Historical Research Agency》 (미국 영어). 2025년 3월 16일에 확인함.

### 자료
- Theodore J. Turner (2009년 3월 16일). “Seventh Air Force History” (영어). Seventh Air Forces Public Affairs Office. 2019년 5월 25일에 확인함.